# 日立ディスプレイズ
株式会社日立ディスプレイズは、かつて存在した中小型ディスプレイの開発設計、製造及び販売を行っていた企業。本社（営業・事業企画・マーケティング）は東京都千代田区、事業所（開発設計・製造）は千葉県茂原市、営業所を大阪市に置いていた。

## 事業概要
携帯電話用小型TFT液晶、小型低温ポリシリコンTFT液晶の開発設計、製造、販売を行っていた。
1943年、千葉県茂原市に日立製作所茂原工場として発足。ブラウン管などディスプレイ関連の製造を行ってきた。その後、液晶表示素子、半導体などの製造を開始し、携帯電話やノートパソコン、デジタルカメラ、カーナビゲーションなどに使用されるIPS液晶ディスプレイを中心に取り扱っていた。2002年に日立製作所からディスプレイ事業に関わる部門が分社化し、日立ディスプレイズとなった。テレビ向けの大型液晶パネルに関する事業は、2006年に設立した子会社「株式会社IPSアルファテクノロジ」（現・パナソニック液晶ディスプレイ）に移管した。
2011年11月15日、産業革新機構（以下、INCJ）と、ソニー・東芝・日立製作所は、INCJを中心として設立・運営される新会社「ジャパンディスプレイ」の下、子会社のスマートフォンやタブレット端末向けの中小型ディスプレイ事業を経営統合することで、正式契約を締結。統合対象は、ソニーモバイルディスプレイ、ソニーの間接100％子会社である索尼移動顕示器(蘇州)有限公司、東芝モバイルディスプレイ、当社。
当社は2012年3月にジャパンディスプレイの事業子会社となり、同年4月に株式会社ジャパンディスプレイイーストへ商号変更した。2013年4月1日、（旧）ジャパンディスプレイと事業子会社三社が合併、（新）ジャパンディスプレイとなった。

## 事業所・支社
- 茂原事業所（開発設計・製造）
  - 住所 〒297-8622　千葉県茂原市早野3300

- 西日本支社（営業）
  - 住所 〒541-0041　大阪府大阪市中央区北浜3-5-29日本生命淀屋橋ビル

## 株主構成
当初は、日立製作所の100%子会社として設立された。
2008年2月、日立製作所とキヤノンおよびパナソニックは、中小型液晶ディスプレイ事業における包括的な提携を目的とする契約を締結し、同年3月に、キヤノンおよびパナソニックが日立製作所から、それぞれ日立ディスプレイズ株式24.9%を取得。これにより、日立50.2%、キヤノンとパナソニックが各24.9%の株主構成となった。この提携においては、長期的にはキヤノンによる子会社化も検討されていた。しかし、2010年6月にパナソニックの持分は日立製作所に戻り、日立の出資比率は75.1%となる。なおパナソニックは、同月、日立ディスプレイズの子会社であった大型液晶ディスプレイの開発製造会社・IPSアルファテクノロジの経営権を取得している（同年10月にパナソニック液晶ディスプレイとなる）。
2010年9月、キヤノンと日立製作所は、日立ディスプレイズに対する現在の資本関係を維持しつつ、中小型液晶ディスプレイの開発および製品供給に係る連携を継続し、発展させるための覚書に合意することとした。なおジャパンディスプレイによる子会社化と同時に、キヤノンは資本を引き上げている。

## 沿革
- 1943年 - 日立ディスプレイズの前身となる「株式会社日立製作所茂原工場」発足
- 1958年 - ブラウン管工場が完成
- 1984年 - 半導体工場が完成
- 1994年 - 液晶パネル製造ラインが完成
- 2002年10月 - 日立製作所の100%子会社として、株式会社日立ディスプレイズ設立
- 2005年1月 - 子会社「株式会社IPSアルファテクノロジ」設立
- 2008年3月 - パナソニックおよびキヤノンが、日立からの株式譲渡によりそれぞれ24.9%を取得し、合弁会社化。
- 2010年6月 - パナソニックが保有全株式を日立に譲渡。
- 2012年3月 - ソニーモバイルディスプレイ株式会社、東芝モバイルディスプレイ株式会社と経営統合。株式会社ジャパンディスプレイの傘下に入る。
- 2012年4月 - 株式会社ジャパンディスプレイイーストに商号変更。
- 2013年4月1日 - ジャパンディスプレイと当社を含む事業子会社が合併。形式上はジャパンディスプレイイーストが存続会社となったため、旧日立ディスプレイズの法人格は存続している。